# Tim Cierpiszewski
Tim Cierpiszewski (* 1978 in Bottrop) ist ein deutscher zeitgenössischer Künstler.

## Leben
Tim Cierpiszewski studierte von 2001 bis 2003 Philosophie an der Universität Duisburg-Essen. Von 2003 bis 2009 studierte er an der Kunstakademie Münster (bei Maik und Dirk Löbbert) freie Kunst. Seit 2009 ist er Meisterschüler.

## Werk
Tim Cierpiszewski ist ein konzeptuell arbeitender Künstler. Er nutzt die Möglichkeiten diverser Computerprogramme, um so einen komplexen Bildkosmos entstehen zu lassen, der als solcher von extrem überladenen bis hin zu extrem reduzierten Arbeiten reicht. Für die Präsentation dieser digitalen, oft ungegenständlichen Arbeiten bettet Cierpiszewski diese in architekturbezogene Rauminstallationen ein, wobei sowohl Wandgestaltungen, skulpturale Displays, Tafelbilder als auch Bucharbeiten zum Einsatz kommen.

## Ausstellungen (Auswahl)
- 2003: frutti di arte 2, Kunsthaus Essen (G)[2]
- 2005: abgefahren, Kunsthalle Lingen (G)[3]
- 2006: Memory, Nassauischer Kunstverein, Wiesbaden (G)[4]
- 2009: Aufriss, LWL-Museum für Kunst und Kultur, Münster (G)[5]
- 2011: times are us, Kunsthalle Münster (G)[6]
- 2012: Finale, alles andere ist alles andere, LWL-Museum für Kunst und Kultur, Münster (G)[7]
- 2012: Hier und Jetzt, Gustav-Lübcke-Museum, Hamm (G)[8]
- 2015: OFF-Orte des Ruhrgebiets, Kunsthaus Essen (G)[9]
- 2016: Dystotal, Ludwig Forum für Internationale Kunst, Aachen (G)[10]
- 2016: Magic and Power/Of Magic Carpets to Drones, Marta Herford (G)[11]
- 2017: Keeping up appearances, Analoger Schein und Digitalität, Förderverein für Aktuelle Kunst, Münster (D)[12]
- 2017: Idiome Nr. 10, Klever-Verlag, Wien (G)[13]
- 2017: Idiome Nr. 10, Maerz Künstlervereinigung, Linz, Österreich (G)
- 2017 Trunk, Kunstverein Lüneburg (G)[14]
- 2019: Like a House, Gesellschaft für Zeitgenössische Kunst, Osnabrück (E)[15]
- 2019: Cellar, Marie Wolfgang – Werkstatt und Praxis aktueller Kunst, Essen (E)[16]

(E) = Einzelausstellung
(G) = Gruppenausstellung

## Kuratorische Projekte (Auswahl)
- 2007: Gründung, Organisation und Kuration des Ausstellungsprojektes Initial in Zusammenarbeit mit dem Kulturamt Münster, Stadthaus Galerie, Münster
- 2008: Organisation des Ausstellungs- und Vortrakpsrojektes dreiraum[17] in Zusammenarbeit mit der FH Münster für Architektur und Design und der Kunstakademie Münster
- 2009: Kuration des Fördervereins für aktuelle Kunst, Münster
- 2010: Gründung, Organisation und Kuration des Ausstellungs- und Vortragsprojektes Atelier 1.5, Atelier Haus Speicher 2, Münster
- 2010–2012: Gründung, Organisation und Kuration des Ausstellungsprojektes Plateau, Reiseprojekt (Niederlande, Belgien, Frankreich, Italien, Deutschland)
- 2011: Kuration des Ausstellungsprojektes Peripherie, Kunsthaus Alte Schule e. V., Essen
- 2013–2015: Gründung, Organisation und Kuration des Ausstellungsprojektes Ad hoc, Bochum
- 2015: Kuration des Ausstellungsprojektes Konnexion in Zusammenarbeit mit dem BDA (Bund Deutscher Architekten), Forum Kunst und Architektur, Essen
- 2016: Organisation und Kuration des Ausstellungsprojektes Space Invaders, Hotel Van Walsum, Rotterdam, Niederlande
- seit 2017: Gründung, Organisation und Kuration des Ausstellungsprojektes Cowboy Tempel, Essen

## Bibliographie (Auswahl)
- 2019: MGame, Stiftung Digitale Spiel Kultur, Mönchengladbach (Comp. Spiel/Zeita.)